# Niclas Åkerström
Niclas Åkerström, född 20 maj 1988, är en svensk friidrottare (häcklöpning) tävlande för IFK Växjö. Han vann SM-guld på 400 meter häck år 2011.
Vid junior-EM i Hengelo i Nederländerna år 2007 deltog Åkerström på 400 meter häck men slogs ut i försöken.
Vid Nordiska Mästerskapen i Tammerfors 2011 slog Niclas Europarekord i 300 meter häck med tiden 36.18. 

## Personliga rekord
| Utomhus - 200 meter – 22,29 (Karlskrona 20 juni 2010) - 400 meter – 48,60 (Göteborg 9 juli 2011) - 110 meter häck – 15,21 (Stockholm 1 juli 2009) - 400 meter häck – 51,41 (Uddevalla 23 juli 2011) - 400 meter häck – 52,91 (Zürich, Schweiz 28 augusti 2009) | Inomhus - 200 meter – 22,08 (Malmö 23 januari 2011) - 400 meter – 48,26 (Göteborg 12 februari 2011) - 60 meter häck – 8,50 (Göteborg 25 februari 2007) |